# Xtabi
Xtabi es una ensenda en los acantilados de Negril, en Westmoreland, en el país caribeño de Jamaica. Se compone de un laberinto de cuevas y pasadizos esculpidos en la roca durante un período de varios millones de años.
Los primeros habitantes de Xtabi fueron los indios siboneyes, que llegaron desde la costa de América del Sur alrededor del 500 antes de cristo. Los Siboney eran conocidos por haber vivido a lo largo de los acantilados de Negril durante cientos de años antes de ser finalmente desplazados por los arahuacos en el año 750 después de cristo. El nombre Xtabi se deriva de una palabra Arawak, que significa "lugar de encuentro de los dioses".